# (73381) 2002 LY7
(73381) 2002 LY7 – planetoida z pasa głównego asteroid okrążająca Słońce w ciągu 3,41 lat w średniej odległości 2,27 j.a. Odkryta 4 czerwca 2002 roku.